# 斑膜芹
斑膜芹（学名：Hyalolaena trichophyllum）为伞形科斑膜芹属的植物。分布在俄罗斯以及中国大陆的新疆等地，生长于海拔700米至1,700米的地区，多生长于半荒漠中以及砾石质山坡上，目前尚未由人工引种栽培。

## 异名
- Hymenolyma trichophyllum (Schrenk) Korov.